# Даунтемпо
Даунтемпо (на английски: Downtempo) или Даунбийт (на английски: Downbeat) е стил в електронната музика близък до ембиънт. Различава се с по-силното подчертаване на ритъма и бийта. Характерни за стила са използването на хип-хоп бийтове и релаксираща музика близка до тази в чил аута и трип хопа. Произлиза от дъб, хип-хоп, боса нова, ембиънт, джаз, фънк и дръм енд бейс.
Най-голямата популярност на стила е през 1990-те години. Едни от най-известните групи са Kruder & Dorfmeister, Kid Loco, Thievery Corporation, Boozoo Bajou, Beanfield и A Forest Mighty Black. За роден град на даунтемпото се смята Виена.